# Lebah Sempage
Lebah Sempage is een bestuurslaag in het regentschap West-Lombok van de provincie West-Nusa Tenggara, Indonesië. Lebah Sempage telt 6350 inwoners (volkstelling 2010).